# The Archaic Abattoir
The Archaic Abattoir (с англ. — «Архаичная бойня») — четвёртый студийный альбом бельгийской дэтграйнд-группы Aborted, вышедший в 2005 году, диск продолжил тенденцию звучания предшественника.

## Процесс создания альбома
Записывался снова на новом месте, на этот раз на студии Тью Мадсена «Antfarm Studio» в Дании, опять-таки зимой, с декабря по январь. Как и на предыдущих релизах, состав снова был обновлён, на этот раз перемены коснулись лишь барабанщика, сессионный сменился постоянным, а именно Жиллем Делекруа, имевшего за плечами уже не малый опыт. По словам самого фронтмена группы, сей альбом является своего рода продолжением Goremageddon: The Saw And The Carnage Done, лишь ударные партии немного отличаются, что, в принципе, понятно.
Начинка альбома осталась всё такой же сочной и полной всяких безумных патологоанатомических ужасов в текстах и всё той же мелодикой и брутальностью в музыке одновременно, песня же «The Inertia» выполнена в некоем дет’н’рольном ключе. На этот раз семплы для альбома были взяты из фильмов «Блэйд» (для песни «Threading On Vermillion Deception») и «Американский психопат» (для песни «Dead Wreckoning»), а также из документальных фильмов на медицинскую и криминальную темы. Песня «Gestated Rabidity», которая ранее уже издавалась на The Haematobic EP, представлена в несколько ином варианте, а на двух последних песнях, использованы клавишные, придающие им атмосферности и мрачности.
Вся музыка для альбома была написана на этот раз Бартом и Тийсом, а все тексты — Свеном.
В записи альбома принимало участие трое приглашённых вокалистов. Так вокальные партии скрима для песни «Dead Wreckoning» исполнил Майкл Богбелл, уже покинувших ряды датской формации Mnemic. В записи вокала отличился также и Бо Саммер из Illdisposed, на песнях «The Gangrenous Epitaph» и «The Inertia». Третьим вокалистом стал Джейкоб Бридал из Hatesphere, который записал партии второго вокала для «Threading on Vermillion Deception».

## Список композиций
Как и предшественники, издавался также на LP ограниченным тиражом, но на этот раз количество было увеличено до 700 копий. На первую песню альбома — «Dead Wreckoning» был снят видеоклип, а на «A Cold Logistic Slaughter» был смонтировал live-клип.
| №   | Название                                                                    | Длительность |
| --- | --------------------------------------------------------------------------- | ------------ |
| 1.  | «Dead Wreckoning» (featuring Michael Bogballe of Mnemic)                    | 3:41         |
| 2.  | «Blood Fixing the Bled»                                                     | 3:05         |
| 3.  | «Gestated Rabidity»                                                         | 4:05         |
| 4.  | «Hecatomb»                                                                  | 2:50         |
| 5.  | «The Gangrenous Epitaph» (featuring Bo Summer of Illdisposed)               | 3:25         |
| 6.  | «The Inertia» (featuring Bo Summer of Illdisposed)                          | 3:35         |
| 7.  | «A Cold Logistic Slaughter»                                                 | 2:13         |
| 8.  | «Threading on Vermillion Deception» (featuring Jacob Bredahl of Hatesphere) | 5:15         |
| 9.  | «Voracious Haemoglobinic Syndrome»                                          | 4:14         |
| 10. | «Descend to Extirpation»                                                    | 4:06         |

## Специальное издание
Перед самым выходом альбома участники группы разместили следующее объявление на своём официальном сайте:

"Итак, для того, чтобы подготовить специальное лимитированное издание нашего нового альбома «The Archaic Abattoir», ABORTED просит своих поклонников помочь нам в этом непростом деле! Очень ограниченное количество дисков будет выпущено специальным изданием «The Archaic Files» в бокс-сете, в который войдут сам альбом + бонус в виде пакетика с «вещдоком», в котором будут содержаться снимки с места преступления, происшедшего во время записи «The Archaic Abattoir».
Для этого нам необходимы ваши волосы (5-6 см длиной), сломанные ногти, и прочие подобные штуки. Высылайте все по адресу: The Listenable Abattoir, BP 73, 62930 Wimereux, France "Высылайте ваши волосы и ногти приклеенными на бумажку и в пластиковых пакетиках. Все, кто пришлёт нам вышеуказанные айтемы попадёт в специальный список, который откроет для вас следующие возможности:
- 01. Вы сможете купить данное лимитированное издание, которое не будет доступно никому, кроме тех, кто примет участие в акции.
- 02. Ваше имя будет напечатано в отчёте с места преступления в разделе «ЖЕРТВЫ», так что не забудьте в вашем письме также указать, что вы не возражаете против публикации вашего имени в качестве «жертвы» — эта необходимая юридическая процедура. «Это ваш шанс, ребята! Без вас ничего не получится!».

Треклист альбома остался при этом прежним.

## Переиздание 2009
В 2009-м году был переиздан с двумя бонус-треками (на него вошли две песни из The Haematobic EP в том числе кавер на группу Entombed) и обновлённым оформлением.

Обложка переиздания альбома, вышедшего в 2009-м году

| №   | Название                                                                             | Длительность |
| --- | ------------------------------------------------------------------------------------ | ------------ |
| 1.  | «Dead Wreckoning» (featuring Michael Bogballe of Mnemic)                             | 3:41         |
| 2.  | «Blood Fixing the Bled»                                                              | 3:05         |
| 3.  | «Gestated Rabidity»                                                                  | 4:05         |
| 4.  | «Hecatomb»                                                                           | 2:50         |
| 5.  | «The Gangrenous Epitaph» (featuring Bo Summer of Illdisposed)                        | 3:25         |
| 6.  | «The Inertia» (featuring Bo Summer of Illdisposed)                                   | 3:35         |
| 7.  | «A Cold Logistic Slaughter»                                                          | 2:13         |
| 8.  | «Threading on Vermillion Deception» (featuring Jacob Bredahl of Hatesphere)          | 5:15         |
| 9.  | «Voracious Haemoglobinic Syndrome»                                                   | 4:14         |
| 10. | «Descend to Extirpation»                                                             | 4:06         |
| 11. | «The Sanctification Of Refornication» (бонус-трек - в оригинале с The Haematobic EP) | 3:44         |
| 12. | «Drowned» (Entombed сover -бонус-трек - в оригинале с The Haematobic EP)             | 3:46         |

## Участники записи

### Состав группы
- Свен Свенчо де Калюве — вокал
- Тийс Тис де Клоэдт — лид-гитара
- Барт Вергаерт — гитара
- Фредерик Фре Ванмассенхоф — бас
- Жилль Делекруа — ударные

### Сессионные музыканты
- Майкл Богбелл — приглашённый вокал на песне «Dead Wreckoning»
- Бо Саммер — приглашённый вокал на песнях «The Inertia» и «The Gangrenous Epitaph»
- Джейкоб Бридал — приглашённый вокал на песне «Threading On Vermillion Deception»
- Дирк Вербьюрен — сессионные ударные на песнях «The Sanctification Of Refornication» и «Drowned (Entombed сover)»